# Club Deportivo Benavente
Le Club Deportivo Benavente est un club de football espagnol fondé en 1948 et basé à Benavente.

## Saisons
| Primera División   | 0  |
| Segunda División   | 0  |
| Segunda División B | 0  |
| Tercera División   | 19 |

## Anciens joueurs
- Jordi Escura